# 給二千年...或者是...二萬年後的你...
《給二千年...或者是...二萬年後的你...》（日语：二千年...若しくは...二萬年後の君へ・・・）是日本樂團Linked Horizon的一首歌曲。這首歌曲被選為電視動畫《進擊的巨人The Final Season 完結篇後篇》的片尾主題曲，於2023年11月5日在NHK綜合頻道首播。

## 背景和發行
在這首歌發行之前，Linked Horizon自2013年開始為動畫系列《進擊的巨人》創作了多首歌曲，包括第一季的開場曲《紅蓮之弓矢》和第二季的開場曲《獻出心臟》。隨著動畫最終季的開播，《進擊的巨人：The Final Season》片尾曲選定由Linked Horizon樂團創作，標誌著樂團四年半以來的首次全新創作。這首歌由石川由依和梶裕貴演唱，他們分別為動畫中的角色米卡莎·阿卡曼和艾連·葉卡配音。
這首歌於2023年11月5日在波麗佳音廠牌下發行，作為《進擊的巨人：The Final Season完結篇後篇》的片尾曲。首次播放時，這首歌作為動畫結局的一部分在NHK綜合頻道上播出，隨後也在各種串流媒體平台上發布。與歌曲發行相關的人士「Linked Horizon」和「Revo」在日語社交媒體上迅速流行起來。11月20日，Linked Horizon在Spotify上的視訊播客中分享了有關這首歌製作的資訊，這也標誌著該音訊串流媒體公司首次以這種形式發布日本原創內容。

## 銷售表現
| 銷售 (2023年)       | 排名 位置 |
| ------------------- | --------- |
| 日本公告牌 (告示牌) | 11        |

## 外部連結
- Official link （页面存档备份，存于）